# 葛卷町
葛卷町（日语：／ Kuzumaki machi */?）是位於日本岩手縣東北部的町，隸屬於岩手郡。轄區四周被山岳包圍，馬淵川流經城鎮中心並往北流。葛卷町在江戶時代作為野田街道沿途的宿場町而繁榮，現今當地在經濟交流方面相當依賴盛岡市等城市。而葛卷町則利用分布在町内各處的牧場和農場發展綠色旅遊。

## 地理
葛卷町境內約86%的面積被森林覆蓋，其整體海拔多在400公尺以上。轄區周圍被海拔1000公尺以上的山岳包圍，這些山岳頂部的高原則多被用作牧場使用。發源於袖山高原的馬淵川流經城鎮中心，並在青森縣八戶市注入太平洋，境內的聚落和耕地則多分佈在馬淵川及其支流的沿岸地區。

### 氣候
葛卷町屬於太平洋側氣候。當地的年均溫約7℃至9℃，年均降雨量則約700至1000毫米。冬季的降雪期從12月持續至隔年3月，最低氣溫可達-20℃以下，1月的降雪量則約125公分。

## 歷史
葛卷町自舊石器時代便有人類居住，位於南部的泥這遺跡曾發掘出1萬3千年前的住居遺跡和石斧等文物，在馬淵川及其支流周圍的丘陵則出土過繩紋式的土器。中世紀時，當地隸屬於以馬產地聞名的南部氏領地糠部郡，鎌倉時代末期則成為北條氏的代官橫溝氏的領地。
中世紀末期，葛卷地區原本由葛卷氏統治，但葛卷氏在九戶政實之亂中立下戰功而移封至岩手町的一方井地區，葛卷地區則成為南部氏的領地。寛文5年（1665年），八戶藩從南部藩分離，葛卷地區改由八戶藩管轄。而在江戶時代，當地作為運送南部藩生產的鹽的野田街道的宿場町而繁榮。
昭和30年（1955年），葛卷町、江刈村與田部村合併成現今的葛卷町。2011年3月11日的東日本大震災則在葛卷町引發震度5弱的地震。

## 行政
現任町長鈴木重男於2023年7月在選舉中第4次成功連任，其任期將持續至2027年8月。

## 經濟
根據日本2015年的國勢調查統計，葛卷町的就業人口中有28.5%從事第一級產業，26.4%的就業人口從事第二級產業，45.2%則從事第三級產業。當地的第一級產業以生產蔬菜、牛乳與食用牛等農產品為主。葛卷町也致力於發展風力發電、太陽能發電、生物質能發電等能源相關的產業，同時利用分布在境内各處的牧場和農場發展綠色旅遊。

## 教育
葛卷町内共有4所小學校與3所中學校。根據2020年的統計，境內的小學校共有188名，中學校則共有104名學生。

## 交通
連接盛岡市的國道281號以東西走向穿越葛卷町，連結青森縣八戶市的國道340號則以南北向通過轄區內。境內沒有鐵路通過，距離葛卷町最近的車站是JR東日本東北新幹線和岩手銀河鐵道線的岩手沼宮內車站。